# 아리랑로 (김제시)
아리랑로(Arirang-ro)는 전북특별자치도 김제시 부량면 옥정 교차로와 검산동 순동사거리를 잇는 전북특별자치도의 도로이다.

## 주요 경유지
전북특별자치도
- 김제시 (부량면 . 죽산면 .  교월동 . 요촌동 . 검산동)

## 연혁
- 2015년 12월 31일 : (김제시 부량면 옥정리 ~ 죽산면 옥성리) 구간 신설 개통
- 2020년 5월 31일 : (김제시 죽산면 옥성리 ~ 교월동 1.8km) 구간 신설 개통
- 2021년 12월 28일 : (김제시 교월동 10.32km) 구간 신설 개통[1]

## 노선
- (■): 자동차 전용도로 구간

| 이름                                    | 접속 노선                                                      | 소재지 | 소재지 | 비고                  |
| --------------------------------------- | -------------------------------------------------------------- | ------ | ------ | --------------------- |
| 옥정 교차로                             | 국도 제29호선 국도 제30호선 (석지로) 지방도 제711호선 (죽백로) | 김제시 | 부량면 | 국도 제29호선 구간    |
| 화호천교 대장교 금신교 금화교           |                                                                | 김제시 | 부량면 | 국도 제29호선 구간    |
| 벽골제 교차로 (하방교)                  | 신흥로                                                         | 김제시 | 부량면 | 국도 제29호선 구간    |
| 거먹교                                  |                                                                | 김제시 | 부량면 | 국도 제29호선 구간    |
| 제1포교                                 |                                                                | 김제시 | 죽산면 | 국도 제29호선 구간    |
| 제1포교                                 | 교월동                                                         | 김제시 |        | 국도 제29호선 구간    |
| 수월 교차로 (수월1교)                   |                                                                | 김제시 |        | 국도 제29호선 구간    |
| 수월2교 갈촌1교                         |                                                                | 김제시 |        | 국도 제29호선 구간    |
| 아리랑 교차로 (내촌교)                  | 화초로                                                         | 김제시 | 죽산면 | 국도 제29호선 구간    |
| 연정 교차로                             | 국도 제23호선 (월죽로)                                         | 김제시 | 교월동 | 국도 제23, 29호선구간 |
| 명덕교 복죽1교 복죽2교 복죽3교 구산천교 |                                                                | 김제시 | 교월동 | 국도 제23, 29호선구간 |
| 신곡 교차로 (신곡IC교)                  | 국도 제29호선 (금만로)                                         | 김제시 | 교월동 | 국도 제23, 29호선구간 |
| 신곡교                                  |                                                                | 김제시 | 교월동 | 국도 제23호선 구간    |
| 신곡교                                  | 요촌동                                                         | 김제시 |        | 국도 제23호선 구간    |
| 하서교                                  |                                                                | 김제시 | 백산면 | 국도 제23호선 구간    |
| 백산 교차로                             | 지방도 제712호선 (백산로)                                      | 김제시 | 백산면 | 국도 제23호선 구간    |
| 흥사1교                                 |                                                                | 김제시 | 요촌동 | 국도 제23호선 구간    |
| 흥사 교차로 (흥사IC교)                  | 국도 제23호선 (하공로)                                         | 김제시 | 요촌동 | 국도 제23호선 구간    |
| 흥사2교                                 |                                                                | 김제시 | 요촌동 |                       |
| 김제온천사거리                          | 도작로 온천길                                                  | 김제시 | 검산동 |                       |
| 농원육교                                |                                                                | 김제시 | 검산동 |                       |
| (이름 없음)                             | 순동산단1길                                                    | 김제시 | 검산동 |                       |
| 순동사거리                              | 지방도 제716호선 지방도 제735호선 (콩쥐팥쥐로)                 | 김제시 | 검산동 |                       |
| 황산로와 직결                           |                                                                |        |        |                       |